# جوناثان مور
جوناثان مور (بالفنلندية: Jonathan Moore)‏ (7 نوفمبر 1958 بتشارلستون في الولايات المتحدة - ) هو لاعب كرة سلة فنلندي في مركز هجوم قوي الجسم.

## وصلات خارجية
- جوناثان مور على موقع سبورتس رفرنس (الإنجليزية)
- جوناثان مور على موقع كلية كرة السلة في سبورتس رفرنس.كوم (الإنجليزية)
- جوناثان مور على موقع ريلجم (الإنجليزية)